# Cleome lutea
Cleome lutea là một loài thực vật có hoa trong họ Màng màng. Loài này được Hook. mô tả khoa học đầu tiên năm 1830.

## Hình ảnh

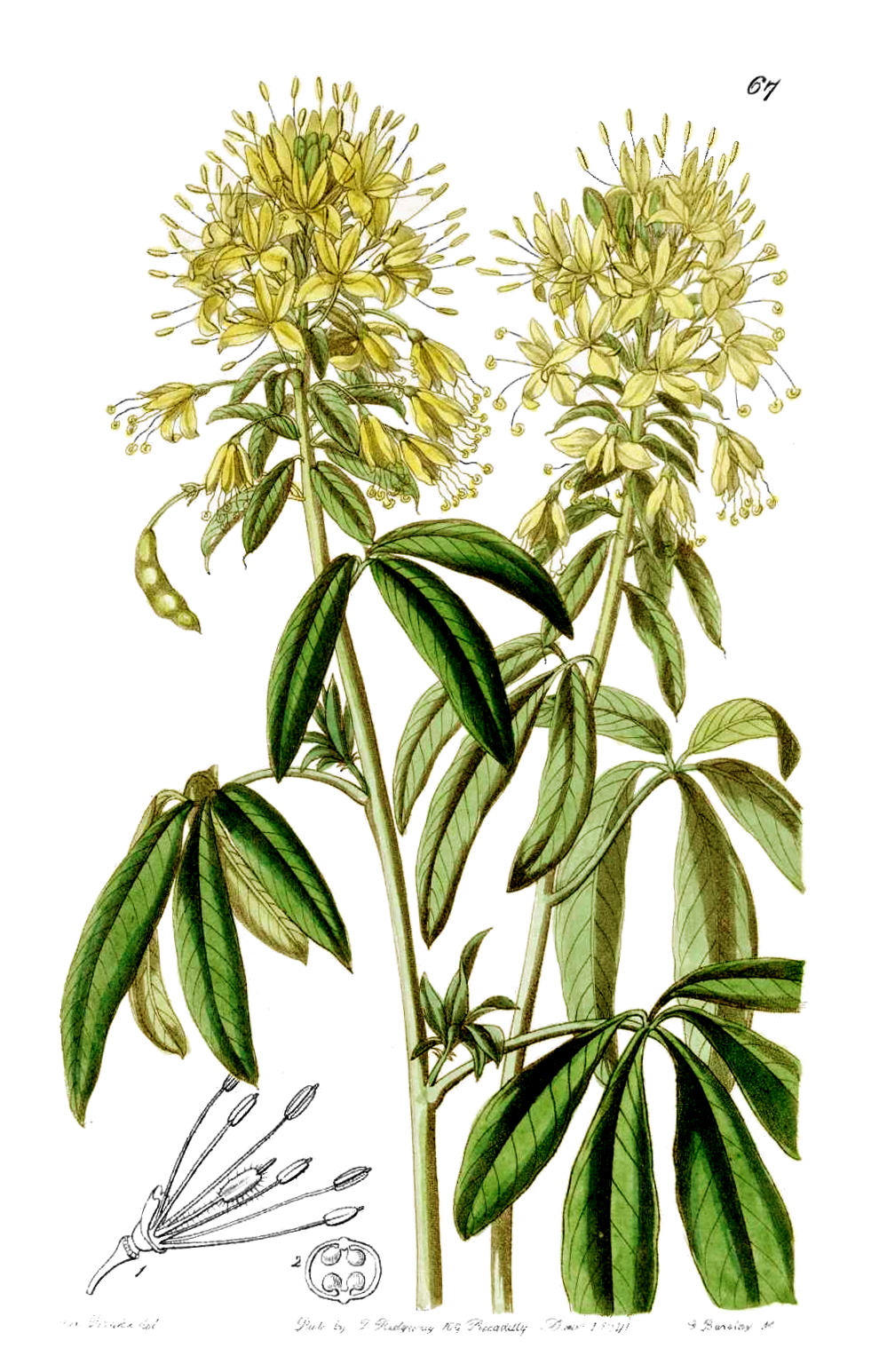
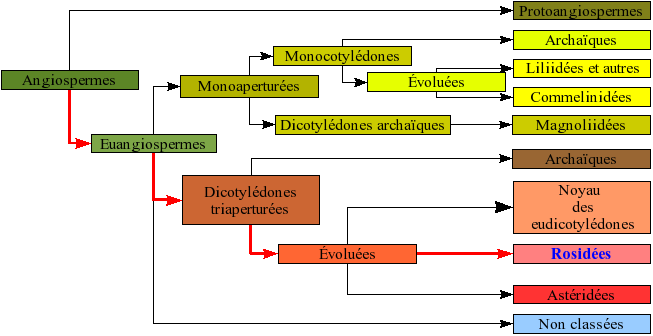
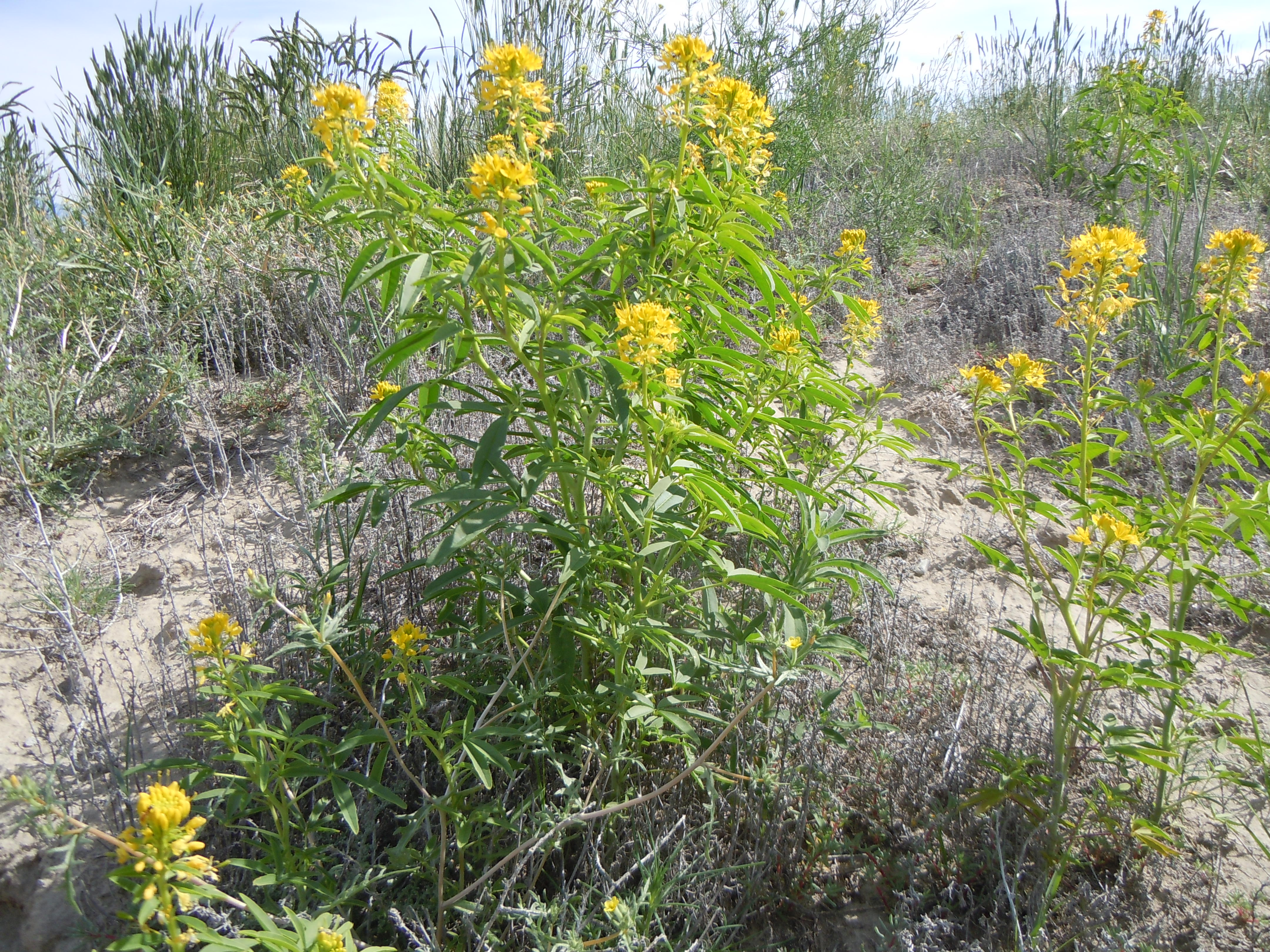
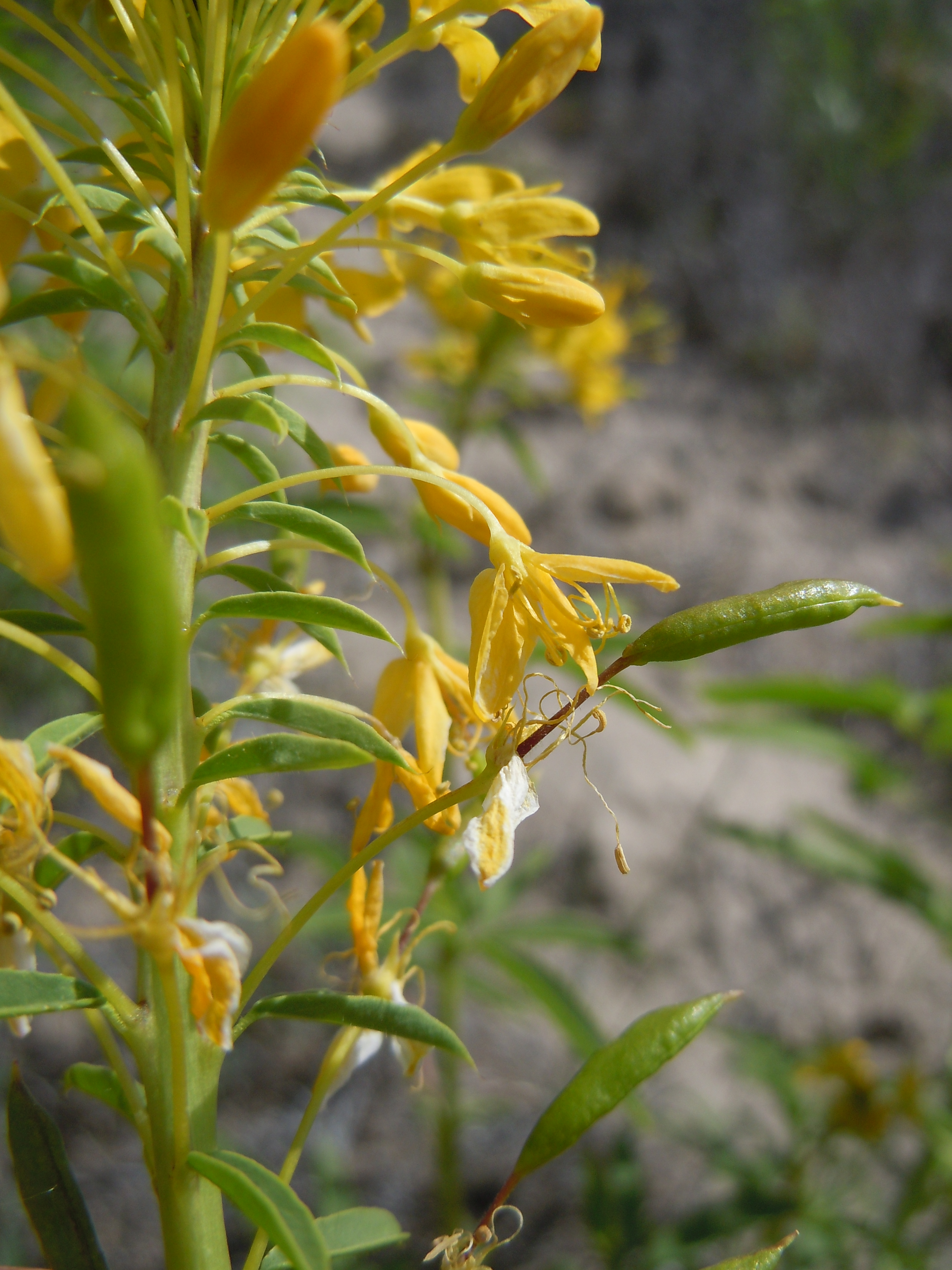